# L'indossatrice
L'indossatrice (A Life of Her Own ) è un film del 1950 diretto da George Cukor e ispirato ad Abiding Vision, storia breve di Rebecca West pubblicata in Harsh Voice: Four Short Novels (New York, 1935).

## Trama
La giovane Lily Brannel James, insoddisfatta della sua vita di provincia, lascia la piccola città natale in Kansas per New York dove viene assunta come indossatrice in una nota casa di moda, la Model Agency. Qui, fa amicizia con l'ex top model Mary Ashlon, la quale vive una grave depressione per non essere più giovane e quindi non avere più possibilità di lavoro. La sera stessa Mary, ubriaca, si suicida gettandosi dalla finestra del suo appartamento al 16º piano.
Con il suo fascino e la sua perseveranza Lily diviene ben presto una indossatrice di successo e fa la conoscenza di Steve Harleigh, ricco proprietario di una miniera nel Montana, a New York per lavoro. I due si innamorano ma, dopo varie vicissitudini, Steve confessa a Lily di essere sposato: sua moglie Nora è paraplegica in seguito alle ferite riportate in un incidente automobilistico di cui lui era responsabile.
Nonostante ciò, la relazione va avanti fino a quando Lily si rende conto che Nora è innamorata e dipendente del marito e per questo decide alla fine di troncare la relazione con Steve, facendo prevalere la carriera sui suoi sentimenti.
Qualche tempo dopo, Lily si imbatte nel dirigente pubblicitario Lee Gorrance, che era stato anche l'agente di Mary poco prima della sua morte. Resistendo alle sue avances, Lily pensa che finirà abbandonata e depressa come la sua sfortunata amica, ma reagisce e s'incammina forte e sicura, pur sentendosi sola.

## Produzione
Per il protagonista maschile si era pensato a vari attori fra cui Howard Keel, Cary Grant, George Murphy e James Mason. Venne preso per la parte di Steve Harleigh inizialmente Wendell Corey che poi litigò con la produzione e venne sostituito da Ray Milland
Il titolo di lavorazione del film era stato The Abiding Vision. Daily Variety riportava che, in pre-produzione, il regista designato a dirigere il film era stato Vincente Minnelli ma i numerosi rimaneggiamenti della sceneggiatura e le difficoltà nella produzione spostarono l'inizio delle riprese di diversi mesi.
Lana Turner, protagonista del film che segnava il suo ritorno sullo schermo dopo due anni di assenza dai set, inizialmente si era rifiutata di girare la pellicola, ma l'intervento di Louis B. Mayer e Dore Schary, capi dello studio, la costrinsero ad accettare quel ruolo.
Le riprese del film, prodotto dalla Metro-Goldwyn-Mayer, durarono dal 26 gennaio a fine marzo 1950 con alcune aggiunte girate a metà aprile. Supervisore al sonoro, Douglas Shearer usò il sistema monofonico Western Electric Sound System.

## Distribuzione
Il copyright del film, richiesto dalla Loew's Inc., fu registrato il 10 agosto 1950 con il numero LP271. Distribuito dalla Metro-Goldwyn-Mayer (MGM), il film uscì nelle sale cinematografiche USA il 1º settembre 1950.
Il film venne distribuito in varie nazioni, fra cui:
- Stati Uniti d'America, A Life of Her Own  1º settembre 1950
- Svezia, Mitt liv är mitt eget 23 aprile 1951
- Portogallo, Seguirei o Meu Destino 3 maggio 1951
- Danimarca, Livet skal leves 24 settembre 1951
- Francia, Ma vie à moi 18 aprile 1952
- Finlandia, Elämäni on minun 15 agosto 1952
- Austria, Mein Leben gehört mir maggio 1954